# Veliki Buda u Leshanu
Veliki Buda u Leshanu (kineski: 樂山大佛, pinyin: Lèshān Dàfó) je divovska skulptura Bude, isklesana u litici planine Emei iznad mjeste gdje se rijeke Qingyi i Dadu ulijevaju u Minjiang, u blizini grada Leshana u južnom dijelu kineske pokrajine Sečuan. Isklesana tijekom vladavine dinastije Tang (618. – 907.), ona je sa svojih 71 metara visine, najveća pred-moderna skulptura na svijetu. Zbog toga je njeno slikovito područje, zajedno s onim planine Emei, upisano na UNESCO-ov popis mjesta svjetske baštine u Aziji i Oceaniji 1996. godine.
Izgradnju Bude započeo je 713. godine kineski monah Haitong koji se nadao da će mirni Buda koji nadgleda tok triju rijeka biti u mogućnosti smiriti nemirne vode koje su ugrožavale plovidbu. Legenda kaže, da kada je projekat bio ugrožen, Haitong si je iskopao oči kako bi pokazao suosjećanje i odlučnost. Nakon njegove smrti izgradnja je ipak obustavljena zbog nedostatka sredstava. Oko 70 godina kasnije jiedushi (lokalni vojni upravitelj) je odlučio podržati ovaj projekt i Budu su dovršili Haitongovi učenici 803. godine.
Navodno je, kako bi se napravio Buda, toliko kamenja bilo uklonjeno sa stijene da su tokovi triju rijeka ispod njega promijenjeni i naposljetku su njihove vode bile sigurnije za plovidbu.
Skulptura prikazuje Maitreja Budu kako sjedi s rukama na koljenima. Visok je 71, a ramena su mu široka 28 m, dok mu je najmanji nokat toliki da na njega može netko sjesti bez problema. Lokalna izreka kaže:
To je zbog toga što i sama planina Emei, na čijim liticama je isklesan Veliki Buda u Leshanu, ima oblik ležećeg Bude, gledano s triju rijeka.
- Buda viđen s rijeka
- Glava Bude
- Buda viđen s tla
- Buda s vrha
- Buda gleda na Leshan

## Vanjske poveznice
- Detaljne informacije  Arhivirana inačica izvorne stranice od 3. ožujka 2016. (Wayback Machine) (engl.)
- Veliki Buda u Leshanu - Da Fo (engl.)